# Língua obolo
Obolo ou Andoni, é uma das principais línguas Benue–Congo da Nigéria.
É falada no sul da Nigéria, na área de governo local de Andoni, nos estados Rios e Akwa Ibon. Em 2012, havia cerca de 250 mil falantes do povo de mesmo (Obolo).

## Dialetos
Os dialetos de Obolo incluem Ibot Obolo, Okoroete, Ataba, Unyeada, Ngo. O dialeto de prestígio é o Ngo, falado na parte central da região de falantes de obolo.

## Situação
O Obolo é ensinado nas escolas primárias e usado na mídia. Há também alguma literatura em Obolo e uma tradução da Bíblia. Uma ortografia para Obolo foi desenvolvida na década de 1980 por Nicolas Faraclas, que era então um estudante de pós-graduação em linguística na Universidade de Port Harcourt. Ele publicou A Grammar of Obolo em 1984, e sua ortografia se tornou a maneira padrão de escrever Obolo. 

## Amostra de texto
1.	Me ibebene, sabum enirom linyọn̄ Ikọ ya òwa. Ikọ ya melek Awaji ekup. Ikọ ya me lek kan̄ ìre Awaji.
2.	Ikọ ya melek Awaji ekup bene me ibebene.
3.	Sa me ubọk kan̄ ke Awaji orom otutuuk inu geelek eyi îrombe. Kpunu inu geege erombe eyi ikanan̄age me ubọk kan̄.
4.	Îre me emen Ikọ ya ke ugwem okup. Ugwem keya ore inu òkinyi ebilene utoon̄.
5.	Utoon̄ ya onenitoon̄ me emen udun, ire, udun ìkakọt ìniin̄ utoon̄ ya
Português
1.	1. No princípio era o Verbo, e o Verbo estava com Deus, e o Verbo era Deus.
2.	2. O mesmo aconteceu no princípio com Deus.
3.	3. Todas as coisas foram feitas por ele; e sem ele nada do que foi feito foi feito.
4.	4. Nele estava a vida; e a vida era a luz dos homens.
5.	5. E a luz brilha nas trevas; e a escuridão não compreendia.